# Africa Cup U19 2009
El Africa Cup U19 A del 2009 fue la tercera edición del torneo de rugby juvenil para naciones africanas.

## Participantes
- Selección juvenil de rugby de Kenia
- Selección juvenil de rugby de Marruecos
- Selección juvenil de rugby de Namibia (Namibia U19)
- Selección juvenil de rugby de Zimbabue (Sables U19)

## Posiciones finales
| Pos | Equipo    |
| --- | --------- |
|     | Zimbabue  |
|     | Namibia   |
|     | Kenia     |
| 4   | Marruecos |

| Bandera de Zimbabue |
| Campeón Zimbabue    |
| Primer título       |